# مصطفى الشمالي
مصطفى جاسم الشمالي (مواليد 1943)، هو سياسي كويتي تقلّد مناصب وزارية مُختلفة، شغل منصب وزير المالية مُنذ 11 ديسمبر 2011 وحتى يناير 2014، وشغل منصب وزير النفط مُنذ 4 أغسطس 2013 وحتى يناير 2014.

## حياته
وُلد في عام 1943، وحصل على درجة البكالوريوس في التجارة وإدارة الأعمال في جامعة عين شمس في مصر عام 1968، وعمل في وزارة المالية مُنذ 1968.

## مناصبه
- رئيس قسم الشؤون العربية بوزارة التجارة والصناعة 1968 - 1975.
- مدير إدارة التعاون الاقتصادي بوزارة المالية 1975 - 1982
- مدير بالديوان العام بوزارة المالية 1985 - 1986.
- وكيل وزارة المالية للشؤون الاقتصادية 1986 - 2006.
- وكيل وزارة المالية 2006 - 2007.
- عضو مجلس إدارة شركة مطاحن الدقيق 1980 - 1987.
- عضو مجلس الأمناء بمعهد الكويت للأبحاث العلمية 1994 وحتى الآن.
- رئيس مجلس إدارة الشركة الكويتية المتحدة للاستثمار 1995 وحتى الآن.
- عضو مجلس الإدارة بشركة ناقلات النفط الكويتية 1996 - 1999.
- عضو مجلس الإدارة ببنك الكويت والشرق الأوسط 1999.
- نائب الممثل الدائم لدولة الكويت بمجلس الوحدة الاقتصادية العربية.
- وزيرا للمالية في التعديل الوزاري في أكتوبر 2007 وفي مايو 2008 وفي يناير 2009.